# V766 Centauri

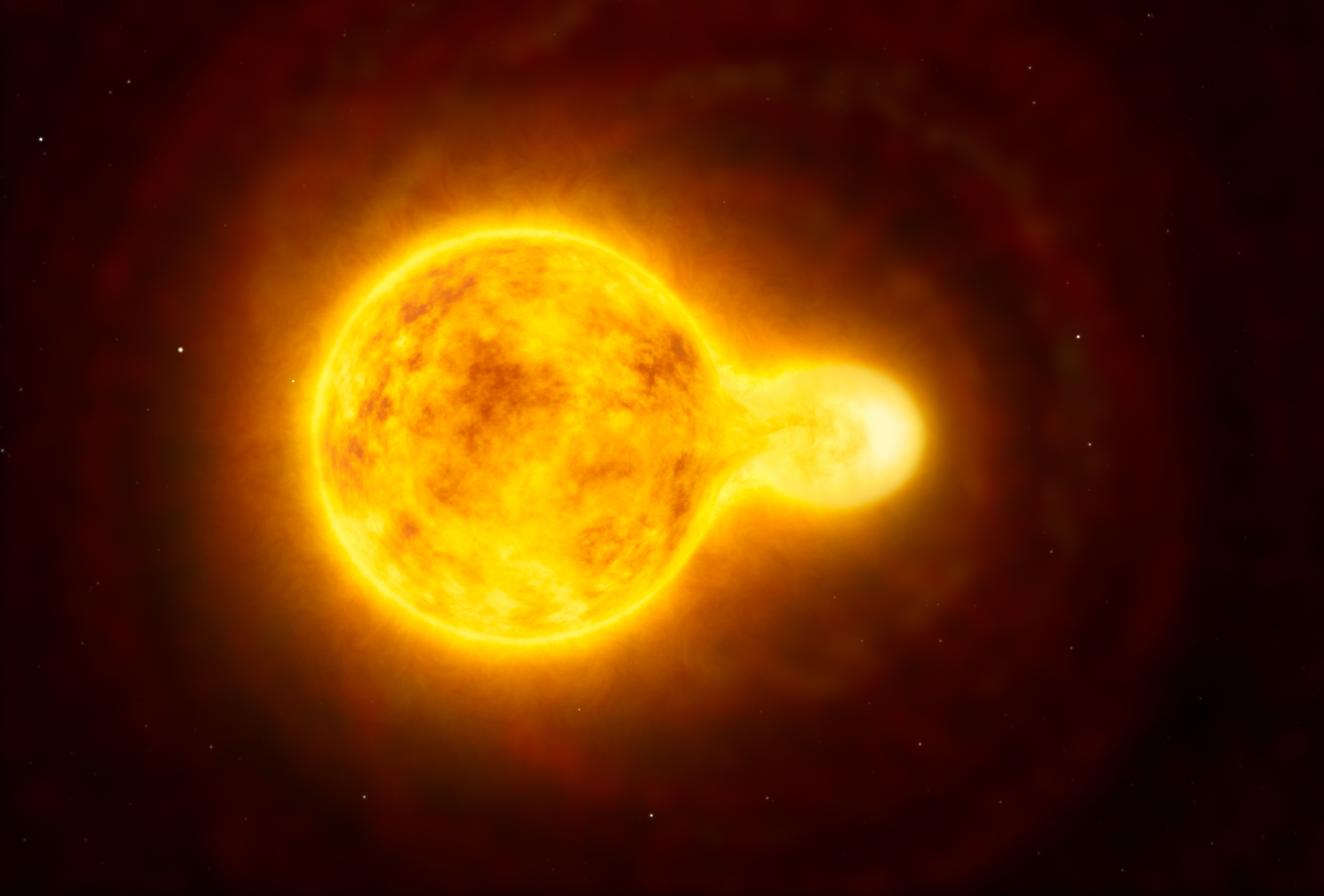
HR 5171A

V766 Centauri (cunoscută și sub denumirile V766 Cen, HR 5171A, HD 119796 sau HIP 67261) este o stea hipergigantă galbenă  în constelația Centaurul, la 12000 ani lumină de Pământ.
Conform ESO, V766 Centauri este cea mai mare stea hipergigantă galbenă descoperită până acum și una dintre cele mai mari 10 stele cunoscute. Steaua este de peste 1300 de ori mai mare decât Soarele și de aproximativ un milion de ori mai strălucitoare.